# Keldian
I Keldian sono un gruppo symphonic power metal Norvegese, in attivo dal 2005.

## Storia
Sembra che il gruppo abbia avuto origine dai due membri di una cover band dei TopGuns, Andresen ed Ardalen.
Da ottobre del 2008 è online il sito ufficiale del gruppo, con collegamenti al relativo MySpace e prodotti in vendita.
I Keldian sono attualmente sotto contratto con la casa discografica statunitense Perris, che sostiene numerose altre band norvegesi.

## Formazione attuale
- Christer Andresen - voce, chitarra, basso
- Arild Aardalen - tastiere, seconda voce

## Musicisti associati
- Jørn Holen (Vreid, Windir) - percussioni
- H-man (LA Guns, The Black Crowes) - percussioni
- Per Hillestad (Lava, a-ha) - percussioni
- Maja Svisdahl - cori
- Anette Fodnes - cori
- Gunhild Mathea Olaussen - violino

## Discografia
- Heaven's Gate (2006)
- Journey of Souls (2008)
- Outbound (2013)
- Darkness and Light (2017)
- The Bloodwater Rebellion (2022)